# 岩沼とんちゃん
岩沼とんちゃん（いわぬまとんちゃん）とは、宮城県岩沼市を中心とした地域で食べられている豚のホルモン焼き料理の総称。

## 概要
宮城県仙台市の東一番町商店街では第二次世界大戦後に豚のホルモン焼き（とんちゃん）を出す「とんちゃん屋」が多数登場し庶民に人気であった。現在では仙台牛タン焼きが有名となったが、当初は豚タンが主流であった。
現在の岩沼市では、生の豚のモツを用いたホルモン焼きを「とんちゃん」と呼び、「ジンギスカン鍋で焼く」という特徴がある。たれは店によって醤油だれと味噌だれに分かれる。
市内には岩沼市営食肉処理場があったが、当初は市民にホルモン焼きを食べる習慣は無かったようである。後に市民が食べるようになったいきさつについては不明な点があるが、「とんちゃん」の名称でホルモン専門店や焼肉屋などで出されるようになった。
2000年（平成12年）3月に岩沼市営食肉処理場が廃止され、各店の経営者の高齢化もあって「とんちゃん」を扱う店が減少する傾向がある中、2008年（平成20年）5月頃から「元気ないわぬま発信委員会」が市内の「とんちゃん」の実態調査を開始し、仙台・宮城デスティネーションキャンペーン（2008年10月1日〜12月31日）に合わせて「岩沼とんちゃん」と名付けて、9月から食べ歩きマップの配布を開始した。その様子が地元マスメディアを通じて紹介されていったが、その際には「とんちゃん」「とんちゃん焼き」「岩沼とんちゃん」と複数の呼称が用いられた。
2009年（平成21年）夏に第2弾のマップを作成する頃には「岩沼とんちゃん」を出す店が岩沼市内で1店舗増えて10店となり、2010年（平成22年）8月の第3弾のマップ作成時までにはさらに3店舗増えて13店となるなど、広がりを見せている。
なお、岩沼市のモツ料理には、「アンチョビとんちゃんピザ」「豚ホルモンとんこつ鍋」など、店によって派生メニューが多様である所も特徴と言える。

## イベント
- 2008年（平成20年）9月28日、竹駒神社の秋祭りに参加[4]。
- 2009年（平成21年）3月、竹駒神社初午大祭に出店。
- 2009年（平成21年）4月19日、気仙沼市の大川河川敷での「大川さくらまつり」において、岩沼とんちゃんと気仙沼ホルモンが味比べを開催した[7][8]。
- 2009年（平成21年）8月22日、「いわぬま市民夏祭り」において、岩沼とんちゃんと気仙沼ホルモンが味比べを開催した。
- 2015年（平成27年）11月、仙臺鍋まつりに「岩沼とんちゃん鍋」が出品[9]。